# Faktor XIII
Faktor XIII (stabilizacioni faktor fibrina) je enzim (EC 2.3.2.13) krvnog koagulacionog sistema koji unakrsno vezuje fibrin.

## Funkcija
Faktor XIII je transglutaminaza koja cirkuliše u plazmi kao heterotetramer dve katalitičke A podjedinice i dve noseće B podjedinice. Kad trombin konvertuje fibrinogen u fibrin, od fibrina se formira proteinska mreža u kojoj je svaka E-jedinica unakrsno povezana sa samo jednom D-jedinicom. Faktor XIII se aktivira trombinom i postaje faktor XIIIa. Za aktivaciju u Faktor XIIIa neophodan je kalcijum kao kofaktor. Presecanje trombinom između ostataka Arg37 i Gly38 na N-terminusu A podjedinice dovodi do oslobađanja aktivacionog peptida (MW 4000 Da). U prisustvu kalcijuma noseće podjedinice se disociraju od katalitičkih, dolazi do konformacione promene faktora XIII i izlaganja katalitičkog cisteina. Nakon aktivacije trombinom, faktor XIIIa deluje na fibrin čime se formiraju γ-glutamil-Є-lizil amidne unakrsne veze između molekula fibrina, koji poprima oblik nerastvornog ugruška.

## Otkriće
FXIII je poznat kao Laki-Lorand faktor, po naučnicima koji su predložili njegovo postajanje 1948. Standardizacija nomenklature je predložena 2005.

## Literatura
- Nicholas C. Price; Lewis Stevens (1999). Fundamentals of Enzymology: The Cell and Molecular Biology of Catalytic Proteins (Third изд.). USA: Oxford University Press. ISBN 019850229X.
- Eric J. Toone (2006). Advances in Enzymology and Related Areas of Molecular Biology, Protein Evolution (Volume 75 изд.). Wiley-Interscience. ISBN 0471205036.
- Branden C; Tooze J. Introduction to Protein Structure. New York, NY: Garland Publishing. ISBN 0-8153-2305-0.
- Irwin H. Segel. Enzyme Kinetics: Behavior and Analysis of Rapid Equilibrium and Steady-State Enzyme Systems (Book 44 изд.). Wiley Classics Library. ISBN 0471303097.